# Сильва, Эден
Эден Жизель Сильва (англ. Eden Giselle Silva; род. 14 марта 1996, Лондон) — британская профессиональная теннисистка. Четвертьфиналистка одного турнира Большого шлема в смешанном парном разряде (Уимблдон-2019); финалистка одного турнира WTA 125 в парном разряде.

## Спортивная карьера
В 2017—2022 годах стала победительницей двух турниров ITF в одиночном разряде.
И в 2014—2024 годах стала победительницей ещё двенадцати турниров ITF в парном разряде.

### 2022
В конце июня 2022 года получила уайлд-кард на Уимблдонский турнир и участвовала в основной сетке парного разряда, где вместе с соотечественницей Джоди Бёррэдж в первом круге соревнований проиграла нидерландской паре Арианне Хартоно и Деми Схюрс со счётом 3-6, 4-6.

### 2025
В середине июня 2025 года стала финалисткой парного турнира категории WTA 125 Ilkley Trophy в Илкли (Англия), где она вместе с россиянкой Виталией Дьяченко в финале проиграла паре Симона Вальтерт и Изабель Хаверлаг со счётом 1-6, 1-6.